# Старый Довск
Старый Довск (бел. Стары Доўск) — деревня в Рогачёвском районе Гомельской области Беларуси. В составе Довского сельсовета.

## География

### Расположение
В 33 км на северо-восток от районного центра и железнодорожной станции Рогачёв (на линии Могилёв — Жлобин), 93 км от Гомеля.

### Гидрография
На реке Долгая (приток реки Гутлянка).

## Транспортная сеть
На шоссе Могилёв — Гомель. Планировка состоит из длинной прямолинейной улицы, близкой к меридиональной ориентации (по обе стороны шоссе), к которой с запада присоединяются 2 короткие улицы. Застройка двусторонняя, преимущественно деревянная, усадебного типа.

## История
В 1675 году Ян-Казимир Вищинский, сын скарбника речицкого Григория Ивановича Вищинского, получил в наследство имения Звонец, Довск, Борхов в Речицком повете Минского воеводства Великого княжества Литовского.
После 1-го раздела Речи Посполитой (1772 год) в составе Российской империи, владение войск польских полковника Ефима Михайловича Юдицкого. В 1791 году упоминается как деревня Довск в составе имения Юдичи, в XIX веке — селение в Рогачёвском уезде Могилёвской губернии.
В 1898 году открыта школа, которая размещалась в наёмном крестьянском доме, а в 1921 году жители на свои средства построили для неё здание.
В ходе программы коллективизации сельского хозяйства в 1931 году организован колхоз.
Во время Великой Отечественной войны оккупанты создали в деревне лагерь военнопленных. Партизаны 21 февраля 1943 года ликвидировали немецкую охрану и освободили военнопленных. В ноябре 1943 года оккупанты сожгли 12 дворов и убили 16 жителей. 33 жителя погибли на фронте.
Согласно переписи 1959 года 357 жителей. В составе экспериментальной базы «Довск» (центр — деревня Довск).

## Население
- 1940 год — 86 дворов, 473 жителя
- 1959 год — в деревне Старый Довск 357 жителей, в деревне Новый Довск 821 житель (согласно переписи)
- 2004 год — 86 хозяйств, 174 жителя
- 2019 год — 58 хозяйств, 120 жителей[4]

## Достопримечательность
- Памятный знак о погибших мирных жителях в годы Великой Отечественной войны (2018).